# Bob Clotworthy
Robert Lynn Clotworthy, més conegut com a Bob Clotworthy   (Newark, 8 de maig de 1931 - Salt Lake City, 1 de juny de 2018), fou un saltador estatunidenc que va competir durant la dècada de 1950.
El 1952 va prendre part en els Jocs Olímpics d'Estiu de Hèlsinki, on guanyà la medalla de bronze en la competició del salt de trampolí de 3 metres del programa de salts. Quatre anys més tard, als Jocs de Melbourne, guanyà la medalla d'or en la mateixa prova.
En el seu palmarès també destaquen dues medalles als Jocs Panamericans de 1955, una de plata i una de bronze, així com cinc campionats de l'AAU, tres en el trampolí de 3 metres a l'aire lliure i dos en el d'un metre.
Una vegada retirat exercí d'entrenador. El 1980 fou inclòs a l'International Swimming Hall of Fame.